# Bogdan Musiał
Bogdan Musiał (* 1960 in Wielopole bei Dąbrowa Tarnowska) ist ein deutsch-polnischer Historiker. Von 2010 bis 2015 war er Professor an der Kardinal-Stefan-Wyszyński-Universität Warschau. Im November 2021 wurde er zum Gründungsdirektor des Instituts für Kriegsverluste (Instytut Strat Wojennych) in Warschau ernannt, aber bereits nach sieben Monaten im Juli 2022 von diesem Posten wieder abberufen.

## Leben
Musiał wurde auf einem kleinen Bauernhof geboren und arbeitete unter Tage in den Katowicer Steinkohlegruben Wieczorek (1978–1979) und Wujek (1979–1984). Aufgrund seines Engagements für die Gewerkschaft Solidarność wurde er durch den Sicherheitsdienst (SB) verfolgt. 1985 flüchtete er und erhielt in der Bundesrepublik Deutschland politisches Asyl. Im Jahr 1992 wurde er eingebürgert.
Musiał arbeitete zunächst als Mechaniker und erwarb in einem Abendkurs die Hochschulreife. Er studierte Geschichte, Politikwissenschaft und Soziologie in Hannover und Manchester. In der Zeit von 1991 bis 1998 war er Stipendiat der Friedrich-Ebert-Stiftung. 1998 wurde er bei Herbert Obenaus über die Judenverfolgung im besetzten Polen promoviert. Die Habilitation folgte 2005 an der Kardinal-Stefan-Wyszyński-Universität in Warschau. Seit 1999 war er wissenschaftlicher Mitarbeiter am Deutschen Historischen Institut in Warschau, 2007 bis 2010 Mitarbeiter am Institut für Nationales Gedenken, anschließend bis 2015 Professor an der Stefan-Wyszyński-Universität in Warschau.
Im November 2021 ernannte ihn Premierminister Mateusz Morawiecki zum Direktor des neugegründeten Instituts für Kriegsverluste. Nach polnischen Medienberichten wurde er bereits im Juli 2022 aus politischen Gründen von dem Posten abberufen: Musiał sei mit zwei zentralen Punkten des auf Betreiben des PiS-Abgeordneten Arkadiusz Mularczyk zustanden gekommenen offiziellen Berichts über die Verbrechen der deutschen Besatzer im Zweiten Weltkrieg nicht einverstanden gewesen: In der Darstellung der Opfergruppen werde nicht zwischen der Mehrheitsbevölkerung und den jüdischen Bürgern Polens unterschieden, obwohl die deutschen Repressionen ihnen gegenüber unterschiedlich waren. Überdies habe Musial die Höhe angegebener Opferzahlen bezweifelt.
Bogdan Musiał ist Mitglied im Netzwerk Wissenschaftsfreiheit.

## Kritik an Fotografien der Wehrmachtsausstellung
Musiał wurde in Deutschland durch seine Kritik an der ersten Wehrmachtsausstellung bekannt. Er kritisierte 1999 neun von hunderten dort gezeigten Fotografien als falsch zugeordnet; bei weiteren 24 vermutete er dies ohne Belege ebenfalls. Mit falsch zugeordneten Bildern mache die Ausstellung „Opfer der Sowjets zu Opfern der Wehrmacht“. Er bestätigte jedoch auch:

„Daß die Wehrmacht an Verbrechen, besonders im Gebiet der damaligen Sowjetunion und auf dem Balkan, zum Teil massiv beteiligt war, ist mittlerweile hinreichend belegt, wenngleich auch noch längst nicht flächendeckend erforscht.“

Jan Philipp Reemtsma bestritt eine absichtliche Umwidmung von Fotografien und kündigte die Überprüfung der beanstandeten Bilder und Entfernung von nachweislich falsch zugeordneten Bildern an. Eine dazu von ihm eingesetzte Prüfungskommission bestätigte 2000 eine falsche Zuordnung von zwei der 33 Fotografien, die Musiał bemängelt hatte. Sie bekräftigte zugleich die historisch gesicherte Kernthese eines deutschen Vernichtungskrieges gegen die Sowjetunion.
Musial widersprach diesem Bericht, nach dem lediglich zwei Fotos zu kritisieren seien: Er machte in der ursprünglichen Ausstellung 14 „inszenierte Reihen“ aus, in denen Fotos aus unterschiedlichen Zusammenhängen in Reihen zusammengestellt worden seien und so den Eindruck erweckten, sie illustrierten jeweils ein konkretes Ereignis. Überdies zeigten nach seiner Darstellung mindestens 50 Fotografien Uniformträger nicht aus der Wehrmacht, sondern aus anderen bewaffneten Einheiten. Diese nicht dem Motto der Ausstellung entsprechenden Illustrationen seien nach und nach entfernt worden, doch seien zwei Bilder, die Opfer des NKWD und nicht der Wehrmacht zeigten, bis zur Schließung der ursprünglichen Ausstellung geblieben.
Die von Reemtsma gegründete Hamburger Stiftung zur Förderung von Wissenschaft und Kultur unterstützte finanziell Musiałs Forschungen zu angeblichen Dokumenten des KZ-Arztes Josef Mengele, die im Jahr 2019 unter dem Titel „Mengeles Koffer“ erschienen. Im Rückblick auf die Wehrmachtsausstellung schrieb Reemtsma im Nachwort zu dem Buch: Seinerzeit sei der Umgang mit Musiał unfair gewesen – „was ich, zu spät, einsehen musste“. Das Buch wurde Grundlage für eine Fernsehdokumentation im Auftrag des ZDF, in der Musiał ausführlich seine Recherchen vorstellte.

## Kontrovers diskutierte Veröffentlichungen
Musiał veröffentlicht seit 2000 vor allem in Deutschland Werke, die sich besonders mit der Politik und Kriegführung der Sowjetunion im Zweiten Weltkrieg befassen. Sie wurden meist einerseits für neue Quellenfunde und Darstellung von bisher wenig beleuchteten Kriegsaspekten gelobt, andererseits wegen angeblich unhaltbarer und kaum belegter Thesen kritisiert und abgelehnt.

### „Konterrevolutionäre Elemente sind zu erschießen“
Musiałs Buch „Konterrevolutionäre Elemente sind zu erschießen“ (2000) beschreibt laut Untertitel die „Brutalisierung des deutsch-sowjetischen Krieges im Sommer 1941“. Darin beschrieb er Zusammenhänge zwischen Gräueltaten der deutschen Besatzer in den sowjetischen Gebieten ab Juni 1941 und Verbrechen des NKWD im sowjetisch besetzten Ostpolen zwischen September 1939 und Juni 1941.
Der Militärhistoriker Rolf-Dieter Müller fand das Werk gut dokumentiert: Es sei „geeignet, die oft verengte deutsche Sichtweise auf das Schicksal der Bevölkerung in Ostmitteleuropa, die unter zwei blutrünstigen Diktaturen gelitten hat, zu erweitern.“ Der Historiker Johannes Hürter dagegen urteilte, es bleibe „in vielem zu holzschnittartig, mißverständlich und widersprüchlich“, eine „differenzierte und nüchterne Darstellung“ sei Musiał „nicht durchgehend gelungen“.
Wolfram Wette kritisierte das Buch insgesamt als widersprüchlich und misslungen: Schon der Titel lasse „das Verquere der Argumentation ahnen“. Musiał versuche, wider besseres historisches Wissen nicht nur einen Vergleich, sondern einen Zusammenhang „zwischen der – von Verbrechen begleiteten – sowjetischen Besatzungspolitik in Ostpolen auf der einen Seite und der deutschen Kriegführung gegen die Sowjetunion auf der anderen“ herzustellen. Indem er behaupte, der sowjetische Terror in Polen von 1939 bis 1941 sei „dem NS-Terror im deutsch besetzten Polen vergleichbar, wenn nicht schlimmer“ gewesen, zeige er seine „von einem spezifisch polnischen Antisowjetismus vorgeprägte […] Einstellung“. Schließlich „versteige“ er sich zur „provozierenden These, die Brutalisierung des deutsch-sowjetischen Krieges im Sommer 1941 könne als eine Reaktion auf die konkrete Konfrontation deutscher Soldaten mit den Gefangenenmorden des NKWD erklärt werden“. Damit missachte er die historische Abfolge und erwecke „in leichtfertiger Weise“ den Eindruck einer Verwechslung von Tätern und Opfern.

### „Kampfplatz Deutschland. Stalins Kriegspläne gegen den Westen“
Nach Musiałs Buch „Kampfplatz Deutschland. Stalins Kriegspläne gegen den Westen“ (2008) soll Stalin schon seit den 1920er Jahren einen ideologisch begründeten Angriffskrieg gegen Westeuropa geplant und dazu die Rote Armee 1941 zur „größten Invasionsarmee aller Zeiten“ aufgerüstet haben. Da die Deutschen davon nichts gewusst hätten, sei der deutsche Angriffskrieg gegen die Sowjetunion 1941 jedoch kein Präventivkrieg gewesen.
Die Kernthese des Buchs stieß auf Widerspruch. Bert Hoppe zufolge konnte Musiał sie auch mit seinen neuen Archivquellen nicht belegen. Er übergehe neuere Forschungsliteratur wie Gabriel Gorodetskys Studie The great Delusion (2001), betreibe „selektive Literatur- und Quellenrezeption“ und übergehe etwa, dass Stalin einen Putschversuch der KPD von 1923 abgelehnt und der KPD daraufhin finanzielle Hilfen gestrichen hatte. Musiał wies diese Kritik zurück.
Auch Jörg Ganzenmüller warf Musiał vor, er könne Stalins Angriffsabsicht nur mit der Umdeutung von auch intern geäußerten Befürchtungen vor westlichen Angriffen zu reiner Propaganda belegen, habe die Stalinismusforschung der letzten zwanzig Jahre weitgehend ignoriert und die grundlegenden Regeln der Quellenkritik missachtet. Er gebrauche den sonst für Adolf Hitlers Unternehmen Barbarossa gebrauchten Begriff „Vernichtungskrieg“ unreflektiert in Bezug auf Maßnahmen Stalins. Seine neuen Archivquellen sollten daher nochmals ohne seine vorgefasste These untersucht werden. Ganzenmüllers weiteren Vorwurf, Musiał habe die neueste Forschung zu Tuchatschewski ignoriert, wies dieser in seiner Antwort zurück.
Hans-Erich Volkmann lobte Musiałs Buch für „hervorragendes statistisches Material“, das „Einblick in die Stalinschen Anstrengungen und Schwierigkeiten bei Modernisierung und Ausbau der Industrie und der Rüstungsproduktion“ sowie „hochinteressante Informationen über die sowjetische Wirtschaftsentwicklung und Stalins Herrschaftssystem“ anbiete.

### „Sowjetische Partisanen 1941–1944“
Im Jahr 2009 veröffentlichte Musiał die Monografie „Sowjetische Partisanen 1941–1944. Mythos und Wirklichkeit“. Für den Historiker Jörg Baberowski „entzaubert“ dieses Werk den „Mythos vom heldenhaften Volkskrieg“ durch Eigenberichte aus russischen und belarussischen Archiven.

## Streit um Antisemitismus und Kollaboration von Polen in der Zeit des Nationalsozialismus
Seit 2000 nahm Musiał wiederholt zu Antisemitismus von Polen in der NS-Zeit Stellung. Er deutete diesen als Reaktion auf eine Kollaboration von Juden mit den sowjetischen Besatzern Ostpolens. Etwa 30 Pogrome an geschätzt zehntausenden ostpolnischen Juden nach dem Überfall der Wehrmacht auf die Sowjetunion 1941 erklärte Musiał als Reaktion auf den vorherigen sowjetischen Terror gegen die nichtjüdische Bevölkerung und machte die Juden dafür mitverantwortlich: „Die antijüdischen Emotionen resultierten aus dem Verhalten, das nicht wenige Juden an den Tag legten“. Damit übernehme er laut Klaus Wiegrefe unkritisch das antisemitische Klischee vom „Jüdischen Bolschewismus“, das Juden und Kommunisten gleichsetzt.
Im Jahr 2000 löste der Historiker Jan Tomasz Gross mit seinem Buch „Nachbarn“ in Polen einen Historikerstreit um das Massaker von Jedwabne (1941) aus, bei dem Polen, angestiftet von einem SS-Kommando, mehrere Hundert ihrer jüdischen Mitbürger ermordet hatten. Der Streit betraf auch das Selbstverständnis Polens als Opfernation. Musiał beteiligte sich ab 2002 daran. Er warf Gross überhöhte Opferzahlen, falsche oder aus dem Kontext gerissene Zitate jüdischer Augenzeugen und eine ahistorische Methodik vor. Ferner deutete er Judenmorde von Polen während der NS-Zeit weitgehend als von den deutschen Besatzern gelenkte Racheaktionen für vorherige sowjetische Verbrechen an Polen, an denen Juden beteiligt gewesen seien. Tausende Polen arbeiteten im deutschen Besatzungsapparat. Nicht wenige beteiligten sich an den „Razzien auf Zwangsarbeiter, der Bekämpfung des Widerstandes und an der Judenverfolgung“. Das Denunziantentum habe sich nicht von dem anderer besetzter Staaten unterschieden; viele hätten sich den Besatzern „widerwillig“ angedient, um zu überleben. Die Kollaboration polnischer Kommunisten mit der Sowjetunion beschrieb er als weit umfang- und folgenreicher, da sie die jahrzehntelange Herrschaft der PVAP vorbereitet und begründet habe. Ihre Aufarbeitung stehe in Polen noch aus.

## Streit um Włodzimierz Borodziej
Am 2. Mai 2008 warf Musiał dem Zeithistoriker Włodzimierz Borodziej in der konservativen polnischen Tageszeitung Rzeczpospolita vor, dieser verdanke seine Karriere weitgehend seinem Vater Wiktor Borodziej, der in der Volksrepublik Polen leitender Offizier des polnischen Staatssicherheitsdienstes SB gewesen war. Er habe seinen Sohn in die deutsch-polnische Schulbuchkommission entsandt, die vom Zentralkomitee der Polnischen Vereinigten Arbeiterpartei und dem SB kontrolliert wurde. Diese Vorwürfe bekräftigte Musiał in weiteren Medienartikeln.
Er löste damit eine heftige Kontroverse aus. Deutsche und polnische Wissenschaftler und Journalisten protestierten gegen seine Angriffe. In einem offenen Brief (Rzeczpospolita, 2. bis 4. Mai 2008) bezeichneten 63 polnische Historiker Musiałs Artikel als „emotionsgeladenen Angriff, der vermutlich persönlichen Gründen entspringt.“ Die Gleichsetzung heute agierender Personen mit den Biografien ihrer Familienmitglieder wecke bei ihnen die schlimmsten Assoziationen. Die Historikerin Katarzyna Stokłosa wertet Musiałs Angriff als Beispiel dafür, wie das Institut für Nationales Gedenken als Arbeitgeber Musiałs mit gezielten Schuldzuweisungen die polnische Geschichtspolitik beeinflusse. Musiał verteidigte seine Angriffe im Juli 2008 als von der öffentlichen Aufgabe des IPN gedeckt.

## Schriften (Auswahl)
- Deutsche Zivilverwaltung und Judenverfolgung im Generalgouvernement. Eine Fallstudie zum Distrikt Lublin 1939–1944. Harrassowitz, Wiesbaden 1999, ISBN 3-447-04208-7.
- „Konterrevolutionäre Elemente sind zu erschießen.“ Die Brutalisierung des deutsch-sowjetischen Krieges im Sommer 1941. Propyläen, Berlin/München 2000, ISBN 3-549-07126-4.
- Kampfplatz Deutschland. Stalins Kriegspläne gegen den Westen. Propyläen, Berlin 2008, ISBN 978-3-549-07335-3.
- Sowjetische Partisanen 1941–1944: Mythos und Wirklichkeit. Schöningh, Paderborn 2009, ISBN 978-3-506-76687-8.
- Stalins Beutezug. Die Plünderung Deutschlands und der Aufstieg der Sowjetunion zur Weltmacht. Propyläen, Berlin 2010, ISBN 978-3-549-07370-4.
- mit Wolfram Dornik, Georgiy Kasianov, Hannes Leidinger, Peter Lieb, Alekseij Miller, Vasyl Rasevyc: Die Ukraine. Zwischen Selbstbestimmung und Fremdherrschaft 1917–1922 (= Veröffentlichungen des Ludwig-Boltzmann-Instituts für Kriegsfolgen-Forschung. Sonderband 13). Leykam Buchverlag, Graz 2011, ISBN 978-3-7011-0209-9.
- Mengeles Koffer. Eine Spurensuche. Osburg Verlag, Hamburg 2019, ISBN 978-3-95510-200-5.
- »Lagermedizin« in Auschwitz. Funktion und Dilemmata der Häftlingsärzte 1940–1945. Hamburger Edition, Hamburg 2024, ISBN 978-3-86854-394-0.

## Auszeichnungen
- 2001: Historikerpreis der Erich und Erna Kronauer-Stiftung

## Dokumentarfilm
- Abgezockt – die Auschwitz-Tagebücher, ZDFinfo, ausgestrahlt am 3. Dezember 2020

## Einzelbelege
1. ↑  Symposium zur Patenschaft von Niedersachsen und Schlesien. (Memento vom 20. Dezember 2010 im Internet Archive) In: Hannoversche Allgemeine. 21. September 2010.
2. ↑  Powołanie Instytutu Strat Wojennych. Prof. Bogdan Musiał: duża szansa dla Polski  polskieradio24.pl, 28. November 2021.
3. ↑  Prof. Musiał nie jest już dyrektorem Instytutu Strat Wojennych. Ujawniamy przyczyny dymisji dorzeczy.pl, 20. August 2022.
4. ↑  Christian Hartmann: Rezension von Musial, Bogdan: Deutsche Zivilverwaltung und Judenverfolgung im Generalgouvernement (PDF). In: FAZ. 3. August 2000.
5. ↑  Prof. Musiał nie jest już dyrektorem Instytutu Strat Wojennych. Ujawniamy przyczyny dymisji dorzeczy.pl, 20. August 2022.
6. ↑  Netzwerk Wissenschaftsfreiheit: Mitglieder
7. ↑  Volker Ullrich: Von Bildern und Legenden. In: Die Zeit. Nr. 44/1999
8. ↑  Zitiert nach Hamburger Institut für Sozialforschung beendet Zusammenarbeit mit dem Verein zur Förderung der Ausstellung „Vernichtungskrieg. Verbrechen der Wehrmacht 1941 bis 1944“ (Memento vom 7. Februar 2016 im Internet Archive) (PDF; 150 kB), Pressemitteilungen des Hamburger Instituts für Sozialforschung zur Ausstellung „Vernichtungskrieg. Verbrechen der Wehrmacht 1941 bis 1944“ (Oktober 1999 – Dezember 2000) vom 20. Dezember 2000.
9. ↑  Hamburger Institut für Sozialforschung beendet Zusammenarbeit mit dem Verein zur Förderung der Ausstellung „Vernichtungskrieg. Verbrechen der Wehrmacht 1941 bis 1944“ (Memento vom 7. Februar 2016 im Internet Archive) (PDF; 150 kB), Pressemitteilungen des Hamburger Instituts für Sozialforschung zur Ausstellung „Vernichtungskrieg. Verbrechen der Wehrmacht 1941 bis 1944“ (Oktober 1999 – Dezember 2000) vom 20. Dezember 2000; zusammengefasst in Das Urteil der 8 Weisen. In: Die Zeit. Nr. 48/2000.
10. ↑  Thomas Urban: Die Zahl Zwei und andere Ungereimtheiten. In: Süddeutsche Zeitung. 25./26. November 2000, SZ am Wochenende. S. 11.
11. ↑  Die Sensation, die eine Fälschung war, sz.de, 19. Januar 2020.
12. ↑  Abgezockt – die Auschwitz-Tagebücher, ZDF-info, ausgestrahlt erstmals am 3. Dezember 2020.
13. ↑  Johannes Hürter: Verscharrt und aufgestapelt. In: FAZ. 16. August 2000.
14. ↑  Wolfram Wette: Rezension von Bogdan Musial: „Konterrevolutionäre Elemente sind zu erschießen“. In: Deutschlandfunk. 4. September 2000.
15. ↑  Bert Hoppe: Bogdan Musial: Kampfplatz Deutschland. In: Sehepunkte. 9/2009, Nr. 1.
16. ↑  Bogdan Musial: Kommentar zu: Bert Hoppe: Rezension von: Bogdan Musial: Kampfplatz Deutschland. Stalins Kriegspläne gegen den Westen. In: Sehepunkte. 9/2009, Nr. 6.
17. ↑  Jörg Ganzenmüller: Rezension zu: Musial, Bogdan: „Kampfplatz Deutschland. Stalins Kriegspläne gegen den Westen.“ In: H-Soz-u-Kult. 17. April 2009.
18. ↑  Jörg Ganzenmüller: Rezension zu: Musial, Bogdan: „Kampfplatz Deutschland. Stalins Kriegspläne gegen den Westen“. Berlin 2008. In: H-Soz-u-Kult. 17. April 2009.
19. ↑  Zu B. Musials „Kampfplatz Deutschland“ – Eine Entgegnung von B. Musial.
20. ↑  Hans-Erich Volkmann: Stalins Griff nach Deutschland. In: FAZ. 9. Mai 2008.
21. ↑  Jörg Baberowski: Orgie hemmungsloser Gewalt. Die Partisanen kommen selbst zu Wort: Bogdan Musial entzaubert den Mythos vom heldenhaften sowjetischen Volkskrieg. In: FAZ. 8. Oktober 2009, S. 7.
22. ↑  Bogdan Musial: Konterrevolutionäre Elemente sind zu erschießen. 2000; referiert bei Gerhard Paul: Die Täter der Shoah. Fanatische Nationalsozialisten oder ganz normale Deutsche? Wallstein, 2002, ISBN 3-89244-503-6, S. 59. (books.google.de)
23. ↑  Klaus Wiegrefe: Aus dem Hinterhalt. In: Der Spiegel. Nr. 32, 2000 (online).
24. ↑  Frank Grüner, Urs Heftrich, Heinz-Dietrich Löwe: „Zerstörer des Schweigens“: Formen künstlerischer Erinnerung an die nationalsozialistische Rassen- und Vernichtungspolitik. Böhlau, Wien 2006, ISBN 3-412-36105-4, S. XIV, Anmerkung 8. (books.google.de)
25. ↑  Bogdan Musial: Thesen zum Pogrom in Jedwabne. Kritische Anmerkungen zu der Darstellung „Nachbarn“ von Jan Tomasz Gross. In: Jahrbücher für Geschichte Osteuropas, 50/2002. S. 381–411, archiviert vom Original (nicht mehr online verfügbar) am 16. April 2013; abgerufen am 26. Juli 2018.
26. ↑  Bogdan Musial: Indigener Judenhaß und die deutsche Kriegsmaschine: Der Nordosten Polens im Sommer 1941. In: Zeitschrift für Gegenwartsfragen des Ostens. 53. Jg., Heft 12, Dezember 2003. Bogdan Musial: Deutsch das System, polnisch die Rache: Das Massaker von Jedwabne war kein Einzelfall. In: NZZ. 5. Februar 2003, S. 27.
Dietrich Seybold: Geschichtskultur und Konflikt: Historisch-politische Kontroversen in Gesellschaften der Gegenwart. Peter Lang, Internationaler Verlag der Wissenschaften, 2005, ISBN 3-03910-622-8, S. 112. (books.google.de)
27. ↑  Bogdan Musial: Kollaboration und Widerstand: Ein wenig erhelltes Kapitel polnischer Geschichte 1939 bis 1945. In: NZZ. 28. Februar 2003.
28. ↑  Andreas Mix: Wüste Polemik, infame Attacken. In: Berliner Zeitung. 12. Juni 2008.
Aus dem Hinterhalt. In: Die Zeit. Nr. 21/15, Mai 2008.
29. ↑  Andrea Genest: Geschichtspolitik, historische Forschung und persönliche Eitelkeit: Die Debatte um Bogdan Musiałs Artikel „Der unschuldige Stalin und die bösen Polen“. In: Zeitgeschichte-online. Abgerufen am 26. Juli 2018 (Dokumentation mit deutschsprachigen Übersetzungen).
30. ↑  Katarzyna Stoklosa: Geschichtspolitik im Prozess der Transformation in Polen. In: Gerhard Besier, Katarzyna Stokłosa (Hrsg.): Geschichtsbilder in den postdiktatorischen Ländern Europas: Auf der Suche nach historisch-politischen Identitäten. 2009, ISBN 978-3-643-10230-0, S. 104 und Anmerkung 48. (books.google.de)
31. ↑  Bogdan Musial: Polens umstrittene Geheimdienstakte. In: NZZ. 29. Juli 2008.

| Personendaten    | Personendaten                                            |
| ---------------- | -------------------------------------------------------- |
| NAME             | Musiał, Bogdan                                           |
| KURZBESCHREIBUNG | deutsch-polnischer Historiker                            |
| GEBURTSDATUM     | 1960                                                     |
| GEBURTSORT       | Wielopole bei Dąbrowa Tarnowska, Woiwodschaft Kleinpolen |